# Biodeutsch
Das Schlagwort biodeutsch (auch bio-deutsch) ist seit den 1990er Jahren eine Bezeichnung für ethnische Deutsche. Der Begriff wurde zunächst von Menschen mit Migrationshintergrund als scherzhafte Fremdbeschreibung, später auch im Sinne eines Geusenworts als (selbst-)ironische Bezeichnung von und für Menschen ohne Migrationshintergrund verwendet. Seit den 2010er Jahren verwenden auch Teile der Neuen Rechten den Begriff Biodeutsche. Als politischer Kampfbegriff behauptet er dort eine angeblich existierende gemeinsame genetisch-biologische Herkunft aller „echten“ Deutschen. Er wurde zum Unwort des Jahres 2024 gewählt.

## Ironisch-satirische Bezeichnung
Zum ersten Mal verwendete der deutsch-türkische Kabarettist und Karikaturist Muhsin Omurca die Bezeichnung „Bio-Deutscher“ 1996 zunächst in einem politischen Kabarett, dann in einem Cartoon in der taz, der in seinem Comicband Kanakmän (2002) abgedruckt ist. Darin sagt ein Mann zu seinem Nachbarn mit schwarzem Schnurrbart und Teeglas: „Der Unterschied zwischen dir und mir besteht darin, Hüsnü: Du bist ein getürkter Deutscher! Eine Fälschung! Und ich … Ich bin ein Original! Ein Bio-Deutscher“. Omurca verwendet die Bezeichnung auch in seinem Text Bio-Deutscher. Das Kölner Netzwerk Kanak Attak popularisierte die Bezeichnungen „bio-deutsch“ und „Bio-Deutsche“ 2002 im satirischen Kurzfilm Weißes Ghetto, in dem Passanten in Köln nach Bedeutungen der Wörter befragt werden.
Seit den 2000er Jahren verwendet der türkischstämmige Grünen-Politiker Cem Özdemir das Wort – mal scherzhaft, mal ernsthafter mit der Aussage, es dürfe keinen Unterschied zwischen „Biodeutschen“ und lediglich „Passdeutschen“ geben. Laut der Juristin Judith Froese soll die scherzhaft-ironische Verwendung des Begriffs Bio-Deutscher das „Privileg“ Deutscher ohne Migrationshintergrund dekonstruieren, „unmarkiert“ zu sein.

## Politischer Kampfbegriff
Seit den 2010er Jahren wird das Wort im rechten Spektrum als unironische Selbstbeschreibung verwendet. Laut Caroline Fetscher weicht es die mit der Staatsangehörigkeitreform 2000 erreichte rechtliche Trennschärfe zwischen Geburtsortsprinzip und Abstammungsprinzip wieder auf, da es im Kern eine „alteingesessene Bevölkerung“ postuliert. Sie weist auf die Unterscheidung von autochthon und allochthon hin.
Für die Wahl zum Unwort des Jahres 2016 landeten „Biodeutscher/biodeutsch“ auf der Liste der zehn häufigsten Einsendungen. 2025 wurde es zum Unwort des Jahres 2024 erklärt.
2017 forderte der damalige AfD-Politiker Ralph Weber auf Facebook, „‚Biodeutsche‘ mit zwei deutschen Eltern und vier deutschen Großeltern“ müssten sich dafür einsetzen, dass „unsere Heimat auch in 30 Jahren noch von einer deutschen Leitkultur geprägt und geformt“ werde. Weber schloss mit der Parole: „Deutschland den Deutschen“. Nach Berichterstattung des Nordkuriers änderte Weber seinen Eintrag und löschte mehrere vom Nordkurier zitierte Formulierungen. Weber wurde später von der AfD für die Formulierung gerügt.
Die NPD verwendete eine Unterscheidung von „Biodeutschen“ und „Passdeutschen“, die im NPD-Verbotsverfahren 2017 vom Bundesverfassungsgericht zitiert wurde.
2019 schrieb Michael Rasch, Wirtschaftskorrespondent der Neuen Zürcher Zeitung in Frankfurt, in einem Artikel, dass „die sogenannten Bio-Deutschen, also Deutsche ohne Migrationshintergrund“ in vielen Städten nicht mehr die absolute Mehrheit der Bevölkerung stellten, was zu Verunsicherung führe. Nach Protesten löschte die NZZ den Begriff aus dem Artikel.

## Weitere Varianten der Verwendung
Der iranischstämmige Grünen-Politiker Omid Nouripour verwendet die Bezeichnung in seinem Buch Kleines Lexikon für MiMiMis und Bio-Deutsche (2014) scherzhaft. Als Gegenteil definiert er „Mitbürger mit Migrationshintergrund“ („MiMiMi“). Der SPD-Politiker und ehemalige Bezirksbürgermeister von Berlin-Neukölln Heinz Buschkowsky benutzt das Wort „biodeutsch“ in seinem Buch Die andere Gesellschaft (2014) in Anführungszeichen, um Menschen ohne Migrationshintergrund zu kennzeichnen. Der marokkanischstämmige Journalist Mohamed Amjahid verwendet die Bezeichnung Biodeutsche in seinem Buch Unter Weißen (2017) durchgängig und ohne Anführungszeichen, um Menschen ohne Migrationshintergrund ihre Privilegien zu veranschaulichen, ebenso der im Iran geborene Autor Michel Abdollahi in seinem Buch Deutschland schafft mich (2020). Der syrischstämmige Soziologe Aladin El-Mafaalani kritisiert das Wort, das er vor allem in der migrantischen Jugend- und Kulturszene verortet, in seinem Buch Das Integrationsparadox (2018) und verwendet es in Anführungszeichen. Problematisch sei das Wort auch dann, wenn „bio“ statt von „biologisch“ von „biografisch“ hergeleitet würde. Teils ist auch die Rede von „herkunftsdeutsch“. Der englische Ausdruck „white passing“ wurde mit „als biodeutsch durchgehend“ übersetzt.
Das Wort wurde 2017 in den Duden aufgenommen und erreichte 2020 eine Häufigkeitsklasse HK19. Eine korpuslinguistische Studie ermittelte 2021, dass das Wort „biodeutsch“ in vier verschiedenen Bedeutungen gebraucht wird. Im untersuchten Korpus aus 299 seit 2014 erschienenen Texten haben die Verwendungsweisen folgende Häufigkeit: für eine privilegierte Gruppe (65,6 %), die Gültigkeit in Frage stellend (11,7 %), als umgekehrte Diskriminierung (2 %), als soziale Kategorie (20,7 %).